# Ruben Brinkman
Ruben Brinkman (Julianadorp, 10 februari 1980) is een Nederlands acteur. Hij volgde zijn opleiding aan de Amsterdamse Toneelschool & Kleinkunstacademie.

## Loopbaan
Brinkmans eerste rol kwam toen hij tijdens zijn tweede jaar aan de toneelschool de rol van Vincent van Gogh kreeg aangeboden in het Britse toneelstuk Vincent in Brixton. Dit stuk van het National Theatre werd geregisseerd door Richard Eyre. Zijn tegenspeelster was Clare Higgins. Hij speelde Van Gogh in Londen en in andere grote steden in Groot-Brittannië.
In Nederland speelde hij veel verschillende rollen bij diverse gezelschappen. Zo speelde hij onder andere in 2007 in Wie is er bang voor Virginia Woolf?, in de regie van Gerardjan Rijnders (reprise in 2011 in DeLaMar) en in het stuk Drang, regie door Porgy Franssen. Bij Het Nationaal Toneel was hij te zien in As You Like It en bij Het Zuidelijk Toneel speelde hij onder meer in Halverwege Omgedraaid, Plot Your City en Peer Gynt. Ook speelde hij rollen bij Nieuw West (De Avond) en theatergroep Suburbia (Vijand van het Volk).
Hij speelde in de musicals Hij Gelooft in Mij en De Tweeling. En in Soldaat van Oranje speelde hij Fred van Houten.
Hij maakte zijn filmdebuut in de internationale speelfilm Manderlay van Lars von Trier en speelde verder onder meer in de films Sonny Boy, Het irritante eiland, en Feuten: Het Feestje.
Op televisie is hij vooral bekend van de rol van Noordzij in Feuten van BNN.

## Filmografie

### Film
| Jaar | Titel                        | Rol               | Opmerkingen |
| ---- | ---------------------------- | ----------------- | ----------- |
| 2019 | Het Irritante Eiland         | De Scheidsrechter |             |
| 2013 | Half Leeg                    |                   |             |
| 2013 | Feuten: Het Feestje          | Leon Noordzij     |             |
| 2012 | Magistratus: Overtura        | Cees              |             |
| 2012 | Quiz                         | Gerben            |             |
| 2011 | Arts                         | Voetballer 1      | korte film  |
| 2011 | Bluf                         | Vogelaar          |             |
| 2011 | Sonny Boy                    | Kees Kapitein     |             |
| 2010 | De Nobelprijswinnaar         | Detective         |             |
| 2008 | Vanwege de vis               | Cameraman         | korte film  |
| 2006 | Wild Romance                 | Radio Journalist  |             |
| 2006 | Het woeden der gehele wereld |                   |             |
| 2005 | Manderlay                    | Bingo             |             |

### Televisieseries
| Jaar      | Titel                           | Rol                   | Opmerkingen     |
| --------- | ------------------------------- | --------------------- | --------------- |
| 2020      | SpangaS de Campus               | Bob Bouwma            |                 |
| 2019-2021 | How to Sell Drugs Online (Fast) | Maarten               | 12 afleveringen |
| 2018      | Der Amsterdam Krimi             | Cornelius de Boer     |                 |
| 2018      | Welkom in de 80-jarige Oorlog   | Simon Stevin          | 2 afleveringen  |
| 2018      | De Spa                          | Evert                 | Aflevering 79   |
| 2017      | Aktenzeichen XY ... ungelöst    | Hasjdealer Enschede   | Aflevering 515  |
| 2011      | Feuten                          | Leon Noordzij         | 23 afleveringen |
| 2013/2019 | Flikken Maastricht              | Officier van Justitie | 5 afleveringen  |
| 2011      | Moordvrouw                      | Fabian Huyskamp       |                 |
| 2011      | Overspel                        | Wouter                |                 |
| 2011      | Seinpost Den Haag               | Sander                | 2 afleveringen  |
| 2011      | Sketchup                        |                       |                 |
| 2009      | 13 in de oorlog                 | Landwachter           |                 |
| 2009      | De co-assistent                 | Ronald                |                 |